# Boko (république démocratique du Congo)
Pour les articles homonymes, voir Boko.
Boko est une localité de la république démocratique du Congo, située dans la province du Bas-Congo.